# Tàngara fumada
La tàngara fumada (Heterospingus rubrifrons) és un ocell de la família dels tràupid (Thraupidae).

## Hàbitat i distribució
Habita la selva pluvial i el bosc obert de les terres baixes del Carib, al centre i est de Costa Rica i Panamà.